# Nagara Padang
Nagara Padang is een bestuurslaag in het regentschap Serang van de provincie Banten, Indonesië. Nagara Padang telt 3568 inwoners (volkstelling 2010).